# Rebecca Tong
Rebecca Tong (* 1984 in Malang, Java, Indonesien) ist eine indonesische und US-amerikanische Dirigentin.

## Leben
Rebecca Tongs Eltern sind Musiker chinesischer Herkunft. In früher Kindheit lehrte ihre Mutter sie das Klavierspiel, ihr Vater Stephen Tong ist Dirigent. Später absolvierte sie eine musikalische Ausbildung in den Vereinigten Staaten und spielte im Orchester. 2006, im Alter von 22 Jahren, begann sie zu dirigieren. Am College-Conservatory of Music in Cincinnati schloss sie ihr Studium des Konzertdirigats bei Mark Gibson als Master ab. Darüber hinaus absolvierte sie Meisterkurse u. a. bei Leon Fleisher, Gustav Meier, Mark Elder und Roberto Paternostro.
2011 gründete sie das Jakarta Christian Youth Orchestra, das sie seitdem leitet. Von 2009 bis 2012 lehrte sie Musik als Dozentin am International Reformed Evangelical Seminary. Sie ist Conductor in Residence am Jakarta Simfonia Orchestra. Unter anderem dirigierte sie in Jakarta die asiatische Erstaufführung von Marjan Mozetichs Konzert für Harfenduo und Orchester. 2018 leitete sie die Erstaufführung von Hector Berlioz’ Symphonie fantastique in Indonesien.
2017 erhielt sie von der Chautauqua Institution das Stipendium David Effron in Zusammenarbeit mit Timothy Muffitt und dem Music School Festival Orchestra. 2018 war sie assoziiertes Mitglied der Direktion des Cabrillo Festivals unter der Leitung von Cristian Măcelaru. Von 2018 bis 2020 war sie Stipendiatin am Royal Northern College of Music (RNCM) und Chefassistentin des Bereichs Oper an diesem Kollegium. Sie dirigierte beim BBC Philharmonic und am Royal Liverpool Philharmonic Orchestra. 2019 wurde sie Laureatin der Taki Concordia Conducting Fellowship. Dies ermöglichte ihr, intensiv mit Marin Alsop zusammenzuarbeiten.
2019 dirigierte sie Vaughan Williams’ Oper The Pilgrim’s Progress und Francis Poulencs Oper Dialogues des Carmélites beim RNCM. Im Mai desselben Jahres war sie musikalische Leiterin einer  Carmen-Bearbeitung an der City Lyric Opera in New York.
Im September 2020 gewann sie den Wettbewerb La Maestra für Nachwuchs-Dirigentinnen. Im November 2020 dirigierte sie das Konzert für Oboe und Orchester C-Dur KV 314 von Wolfgang Amadeus Mozart beim Orchestre de Paris, mit Alexandre Gattet als Solo-Oboisten, und die Sinfonie Nr. 4 G-Dur von Gustav Mahler mit der Sopranistin Sabine Devieilhe im Schlusslied. Das Konzert wird bis November 2022 durch die Mediathek von Arte Concert übertragen.
Neben der klassischen Musik widmet sie sich auch der Gamelan-Musik ihrer indonesischen Heimat.

## Auszeichnungen
- September 2020: 1. Preis beim Wettbewerb Maestra.